# IDOL (BTSの曲)
IDOL（アイドル）は、韓国の男性アイドルグループBTSの楽曲である。アルバム『LOVE YOURSELF 結 'Answer'』のリードシングルとしてBig Hit Entertainmentから2018年8月24日にリリースされた。ニッキー・ミナージュをフィーチャーしたこの曲の別バージョンも、アルバムのデジタル版のボーナストラックとして収録された。このシングルは「Billboard Hot 100」で初登場11位となり、米国での販売初週で2 つのバージョンを合わせて43,000 ダウンロードを売り上げた。RIAAによりプラチナ認定を受けた。

## 発売
シングルのリリース前夜、トレーラーが公開されたとき、Shazamがこの曲のティーザービデオを「アイドル・バイ・BTS (feat. ニッキー・ミナージュ)」と特定したとき、BTSとニッキー・ミナージュのコラボレーション曲についての噂が飛び交った。 2018年8月24日、アルバムの正式リリースの2時間前に、Big Hit Entertainmentはニッキー・ミナージュをフィーチャーした「アイドル」の別バージョンがアルバムのデジタル版にボーナストラックとして収録されることを発表した。
この曲はリリースされると、人々が曲の振り付けを試すために曲のコーラスに合わせて踊る「アイドルチャレンジ」として知られるインターネットダンスチャレンジにインスピレーションを与えた。この挑戦には、B.A.Pのメンバーであるゼロやエレン・デジェネレス・ショーのスティーブン・“トゥッチ”・ボスなど、さまざまな有名人が挑戦した。